# Firebrand
Firebrand é o nome que foi usado por quatro heróis de DC Comics. Publicado pela Quality Comics de agosto de 1941 a novembro de 1942, Rod Reilly era o filho socialite entediado de um magnata do aço, que decidiu lutar contra o crime com seu servo e amigo, "Slugger" Dunn. A segunda foi a vulcanóloga Danette Reilly que é a irmã de Rod Reilly, o primeiro Firebrand. Apresentada pela primeira vez em um especial "All-Star Squadron" da Justice League of America #193 (agosto de 1981), Danette estava estudando vulcões no norte de Havaí na década de 1940, quando ela foi raptada pelo vilão viajante de tempo, Per Degaton, e um dos inimigos JSA que ele tinha puxado do tempo, o poderoso feiticeiro Wotan. Durante sua fuga, ela foi atingida por um raio e caiu em um poço de lava mística. A combinação do raio e lava na magia não só lhe permitiu sobreviver, mas para desenvolver o poder de controlar explosões de calor e de plasma (visto pela primeira vez no All-Star Squadron # 5 (janeiro de 1982)). Como Rod tinha sido ferido durante o ataque a Pearl Harbor, Danette decidiu tornar-se o novo Firebrand.
Em fevereiro de 1996, a DC introduziu um terceiro Firebrand, o ex-detetive  Alejandro 'Alex' Sanchez. Depois de quase morrer em uma explosão que destruiu seu apartamento, Sanchez passou por uma cirurgia experimental para restaurar a sua mobilidade. A cirurgia foi paga pelo filantropo local, Noah Hightower, que mais tarde se aproximou de Sanchez com uma oportunidade especial. Hightower ofereceu a Sanchez uma armadura avançada que, quando combinada com os implantes, daria Sanchez força maior e velocidade por um período de até quatro horas. Após o parceiro de Sanchez ser atacado durante uma investigação, ele concordou em se tornar o super-herói Firebrand. Além de maior força, a armadura de Sanchez emite uma chama esverdeada, dando-lhe uma aparência demoníaca.
O mais recente Firebrand, Andre Twist, foi introduzido em The Battle for Blüdhaven. Ele ganha o controle sobre o fogo depois de ser exposto a Químio lançado sobre a cidade. Depois de juntar forças com o Tio Sam, Andre é capturado e torturado por Father Time depois de atacar o senador/candidato presidencial Henry Knight, que é realmente Gonzo o bastardo mecânico. Ele é libertado do cativeiro por Phantom Lady, e junta-se ao resto dos Freedom Fighters para recrutar o novo Condor Negro.